# 比利时犹太人大屠杀

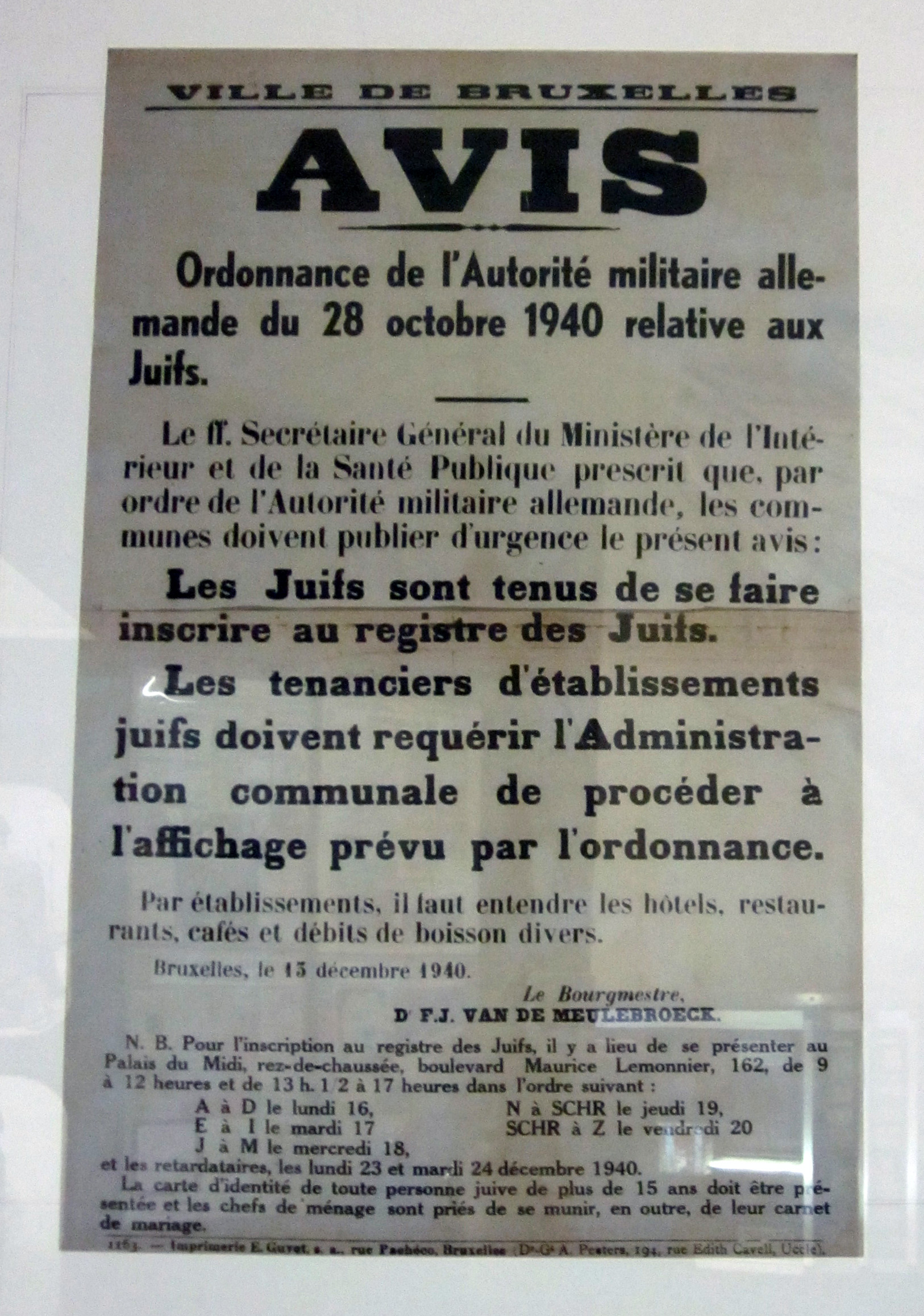
比利时的反犹太法律

比利时犹太人大屠杀发生于二战时德国占领比利时之后，期间共约24,000名犹太人遭到杀害。1940年时比利时约有75,000名犹太人，大多数生活在安特卫普、布鲁塞尔、沙勒罗瓦和列日，但其中很多是从德国和东欧跑来的难民，比利时本地的犹太人并不多。1940年10月，比利時和法國北部軍事行政區开始颁布反犹太法，但比利时的秘书长委员会并不合作，而军政府也没有继续推动反犹太法的意愿。
不过德国人还是在比利时成立了犹太委员会，强迫犹太人加入。1942年，德国人开始将这里的犹太人运往波兰的集中营。1942年8月至1944年7月间，共25,000名犹太人从比利时运走，其中超过24,000人遇害。
同时，自1942年开始比利时居民也开始对纳粹的做法表示不满。在比利时快解放时，至少40%的比利时犹太人都藏了起来。他们得到了非犹太人，特别是基督教僧侣们的帮助。此外，比利时人还组建了犹太防卫委员会（Comité de Défense des Juifs）来保护犹太人。1943年4月，他们袭击了一辆前往奥斯维辛的列车，救下了118人。